# Професионална гимназия по текстил и облекло
Професионалната гимназия по текстил и облекло в Благоевград, България е единственото по рода си учебно заведение в Благоевградска област. В гимназията се обучават ученици от седми до дванадесети клас в специализирани паралелки с изучаване на дисциплини от областта на услугите за личността и туризма.

## Адрес
- Благоевград, 2700
- ул. „Васил Левски“ № 60
- електронен адрес: pgto_blg@abv.bg

## История
- 1969 г. – основаване като Професионално техническо училище.
- 1971 г. – завършва първият випуск.
- 1973 г. – получава статут на Средното професионално-техническо училище.
- 1982 г. – преместване на училището в квартал Струмско.
- 1988 г. – преместване в нова сграда. Близо до Текстилния комбинат в града.
- 1997 г. – преобразуване в Техникум по текстил и облекло.
- 2003 г. – преименуване в Професионална гимназия по текстил и облекло.

## Материална база
Гимназията разполага с кабинети по общообразователните предмети, с физкултурен салон и спортна площадка, както и с добре оборудвани шевни работилници, кабинет по гатварство, фризьорски салон.